# Валдан Німані
Валдан Німані (алб. Valdan Nimani, нар. 5 березня 1987, Шкодер) — албанський футболіст, нападник клубу «Лачі», з якою виграв Кубка Албанії.

## Ігрова кар'єра
Розпочав кар'єру у клубі Ada Velipojë. З 2008 року виступав у «Лачі».
Своєю грою за цю команду привернув увагу представників тренерського штабу клубу «Влазнія», до складу якого приєднався в липні 2010 року. Відіграв за команду зі Шкодера наступні півтора сезони своєї ігрової кар'єри.
До складу клубу «Лачі» приєднався на початку 2012 року на правах вільного агента. Відтоді встиг відіграти за команду з Лачі 47 матчів в національному чемпіонаті.

## Титули і досягнення
- Володар Кубка Албанії (2):

«Лачі»: 2013, 2015
- Володар Суперкубка Албанії (1):

«Лачі»: 2015